# 狼嚎再起
《狼嚎再起》（英語：The Wolfman）是一部2010年美國恐怖電影，由喬·約翰斯頓執導，班尼西歐·岱·托羅、安東尼·霍普金斯、愛蜜莉·布朗及雨果·威明主演，環球影業發行，2010年2月12日於美國上映。本片是1941年電影的重製版。

## 外部連結
- 互联网电影数据库（IMDb）上《狼嚎再起》的资料（英文）
- AllMovie上《狼嚎再起》的资料（英文）
- TCM电影资料库上《狼嚎再起》的资料（英文）
- 美国电影学会目录上的《狼嚎再起》（英文）